# 國家彩票

超市內也可以銷售國家彩票

國家彩票（National Lottery）是英國國家特許經營的彩票，由卡美洛集团運營。國家彩票開始於1994年。所有獎金均一次性支付且免稅。在所有國家彩票收入中，50%用於支付獎金，28%用於「良性目的」（但被一些人認為是隱形稅收），12%給英國政府，5%給零售商，5%給運營商卡米羅特集團，4.5%用於運營成本，0.5%是利潤。只有18歲以上的人才可以購買彩票及刮刮樂。国家彩票遗产基金由其赞助。

## 外部連結
- 官方网站
- National Lottery Commission（页面存档备份，存于）